# Biscarrués
Biscarrués és un municipi aragonès situat a la província d'Osca i enquadrat a la comarca de la Foia d'Osca.

## Entitats de població
El municipi agrupa els nuclis següents:
- Erés. Llogaret situat a 458 metres d'altitud. L'any 2009 tenia 28 habitants.[2]
- Piedramorrera. Està situat a 497 metres sobre el nivell del mar, entre Ayerbe i el riu Gàllego. L'any 2009 el llogaret tenia 13 habitants.[3]
- Presa del Gállego. Aquesta caseria està situada a 420 metres d'altitud. Tenia 2 habitants l'any 2009.[4]

## Agermanaments
- Escot

## Personatges cèlebres
- Jesús María Pérez Loriente, jugador de basquetbol, internacional amb la selecció espanola.